# Liste der olympischen Medaillengewinner aus Äthiopien
Das Ethiopian Olympic Committee wurde 1948 gegründet und 1954 vom Internationalen Olympischen Komitee aufgenommen.

## Medaillenbilanz
Bislang konnten Sportler aus Äthiopien 62 olympische Medaillen bei den Sportwettbewerben erringen. Diese teilen sich in 24 Gold-, 15 Silber- und 23 Bronzemedaillen auf und wurden alle bei Sommerspielen erreicht.
| Äthiopien bei den Olympischen Sommerspielen                                        | Äthiopien bei den Olympischen Sommerspielen | Äthiopien bei den Olympischen Sommerspielen | Äthiopien bei den Olympischen Sommerspielen | Äthiopien bei den Olympischen Sommerspielen | Äthiopien bei den Olympischen Sommerspielen |      | Äthiopien bei den Olympischen Winterspielen | Äthiopien bei den Olympischen Winterspielen | Äthiopien bei den Olympischen Winterspielen | Äthiopien bei den Olympischen Winterspielen | Äthiopien bei den Olympischen Winterspielen | Äthiopien bei den Olympischen Winterspielen |
| Jahr                                                                               | Gold                                        | Silber                                      | Bronze                                      | Gesamt                                      | Rang                                        | Jahr | Gold                                        | Silber                                      | Bronze                                      | Gesamt                                      | Rang                                        |                                             |
| 1956                                                                               | 0                                           | 0                                           | 0                                           | 0                                           |                                             |      | 1956                                        | –                                           | –                                           | –                                           | –                                           | –                                           |
| 1960                                                                               | 1                                           | 0                                           | 0                                           | 1                                           | 21                                          |      | 1960                                        | –                                           | –                                           | –                                           | –                                           | –                                           |
| 1964                                                                               | 1                                           | 0                                           | 0                                           | 1                                           | 24                                          |      | 1964                                        | –                                           | –                                           | –                                           | –                                           | –                                           |
| 1968                                                                               | 1                                           | 1                                           | 0                                           | 2                                           | 25                                          |      | 1968                                        | –                                           | –                                           | –                                           | –                                           | –                                           |
| 1972                                                                               | 0                                           | 0                                           | 2                                           | 2                                           | 41                                          |      | 1972                                        | –                                           | –                                           | –                                           | –                                           | –                                           |
| 1976                                                                               | –                                           | –                                           | –                                           | –                                           | –                                           |      | 1976                                        | –                                           | –                                           | –                                           | –                                           | –                                           |
| 1980                                                                               | 2                                           | 0                                           | 2                                           | 4                                           | 17                                          |      | 1980                                        | –                                           | –                                           | –                                           | –                                           | –                                           |
| 1984                                                                               | –                                           | –                                           | –                                           | –                                           | –                                           |      | 1984                                        | –                                           | –                                           | –                                           | –                                           | –                                           |
| 1988                                                                               | –                                           | –                                           | –                                           | –                                           | –                                           |      | 1988                                        | –                                           | –                                           | –                                           | –                                           | –                                           |
| 1992                                                                               | 1                                           | 0                                           | 2                                           | 3                                           | 33                                          |      | 1992                                        | –                                           | –                                           | –                                           | –                                           | –                                           |
| 1996                                                                               | 2                                           | 0                                           | 1                                           | 3                                           | 34                                          |      | 1994                                        | –                                           | –                                           | –                                           | –                                           | –                                           |
| 2000                                                                               | 4                                           | 1                                           | 3                                           | 8                                           | 20                                          |      | 1998                                        | –                                           | –                                           | –                                           | –                                           | –                                           |
| 2004                                                                               | 2                                           | 3                                           | 2                                           | 7                                           | 28                                          |      | 2002                                        | –                                           | –                                           | –                                           | –                                           | –                                           |
| 2008                                                                               | 4                                           | 2                                           | 1                                           | 7                                           | 18                                          |      | 2006                                        | 0                                           | 0                                           | 0                                           | 0                                           |                                             |
| 2012                                                                               | 3                                           | 2                                           | 3                                           | 8                                           | 24                                          |      | 2010                                        | 0                                           | 0                                           | 0                                           | 0                                           |                                             |
| 2016                                                                               | 1                                           | 2                                           | 5                                           | 8                                           | 44                                          |      | 2014                                        | –                                           | –                                           | –                                           | –                                           | –                                           |
| 2020                                                                               | 1                                           | 1                                           | 2                                           | 4                                           | 56                                          |      | 2018                                        | –                                           | –                                           | –                                           | –                                           | –                                           |
| 2024                                                                               | 1                                           | 3                                           | 0                                           | 4                                           | 47                                          |      | 2022                                        | –                                           | –                                           | –                                           | –                                           | –                                           |
| Gesamt                                                                             | 24                                          | 15                                          | 23                                          | 62                                          |                                             |      | Gesamt                                      | 0                                           | 0                                           | 0                                           | 0                                           |                                             |
| \| \| Gold \| Silber \| Bronze \| Gesamt \| \| Ges. S+W \| 24 \| 15 \| 23 \| 62 \| |                                             |                                             |                                             |                                             |                                             |      |                                             |                                             |                                             |                                             |                                             |                                             |
|                                                                                    | Gold                                        | Silber                                      | Bronze                                      | Gesamt                                      |                                             |      |                                             |                                             |                                             |                                             |                                             |                                             |
| Ges. S+W                                                                           | 24                                          | 15                                          | 23                                          | 62                                          |                                             |      |                                             |                                             |                                             |                                             |                                             |                                             |

## Medaillengewinner
| Name               | Sportart       | Jahr / Disziplin                     | Gold | Silber | Bronze | Gesamt |
| ------------------ | -------------- | ------------------------------------ | ---- | ------ | ------ | ------ |
| A ↑↑               |                |                                      |      |        |        |        |
| Addis Abebe        | Leichtathletik | 1992 Barcelona 10.000 m, Männer      | –    | –      | 1      | 1      |
| Gezahegne Abera    | Leichtathletik | 2000 Sydney Marathon, Männer         | 1    | –      | –      | 1      |
| Abeba Aregawi      | Leichtathletik | 2012 London 1500 m, Frauen           | –    | –      | 1      | 1      |
| Berihu Aregawi     | Leichtathletik | 2024 Paris 10.000 m, Männer          | –    | 1      | –      | 1      |
| Sofia Assefa       | Leichtathletik | 2012 London 3000 m Hindernis, Frauen | –    | 1      | –      | 1      |
| Tigist Assefa      | Leichtathletik | 2024 Paris Marathon, Frauen          | –    | 1      | –      | 1      |
| Almaz Ayana        | Leichtathletik | 2016 Rio de Janeiro 5000 m, Frauen   | –    | –      | 1      | 2      |
| Almaz Ayana        | Leichtathletik | 2016 Rio de Janeiro 10.000 m, Frauen | 1    | –      | –      | 2      |
| B ↑↑               |                |                                      |      |        |        |        |
| Selemon Barega     | Leichtathletik | 2020 Tokio 10.000 m, Männer          | 1    | –      | –      | 1      |
| Fita Bayisa        | Leichtathletik | 1992 Barcelona 5000 m, Männer        | –    | –      | 1      | 1      |
| Kenenisa Bekele    | Leichtathletik | 2004 Athen 10.000 m, Männer          | 1    | –      | –      | 4      |
| Kenenisa Bekele    | Leichtathletik | 2004 Athen 5000 m, Männer            | –    | 1      | –      | 4      |
| Kenenisa Bekele    | Leichtathletik | 2008 Peking 5000 m, Männer           | 1    | –      | –      | 4      |
| Kenenisa Bekele    | Leichtathletik | 2008 Peking 10.000 m, Männer         | 1    | –      | –      | 4      |
| Tariku Bekele      | Leichtathletik | 2012 London 10.000 m, Männer         | –    | –      | 1      | 1      |
| Abebe Bikila       | Leichtathletik | 1960 Rom Marathon, Männer            | 1    | –      | –      | 2      |
| Abebe Bikila       | Leichtathletik | 1964 Tokio Marathon, Männer          | 1    | –      | –      | 2      |
| D ↑↑               |                |                                      |      |        |        |        |
| Meseret Defar      | Leichtathletik | 2004 Athen 5000 m, Frauen            | 1    | –      | –      | 3      |
| Meseret Defar      | Leichtathletik | 2008 Peking 5000 m, Frauen           | –    | 1      | –      | 3      |
| Meseret Defar      | Leichtathletik | 2012 London 5000 m, Frauen           | 1    | –      | –      | 3      |
| Ejegayehu Dibaba   | Leichtathletik | 2004 Athen 10.000 m, Frauen          | –    | 1      | –      | 1      |
| Genzebe Dibaba     | Leichtathletik | 2016 Rio de Janeiro 1500 m, Frauen   | –    | 1      | –      | 1      |
| Mare Dibaba        | Leichtathletik | 2016 Rio de Janeiro Marathon, Frauen | –    | –      | 1      | 1      |
| Tirunesh Dibaba    | Leichtathletik | 2004 Athen 5000 m, Frauen            | –    | –      | 1      | 6      |
| Tirunesh Dibaba    | Leichtathletik | 2008 Peking 5000 m, Frauen           | 1    | –      | –      | 6      |
| Tirunesh Dibaba    | Leichtathletik | 2008 Peking 10.000 m, Frauen         | 1    | –      | –      | 6      |
| Tirunesh Dibaba    | Leichtathletik | 2012 London 5000 m, Frauen           | –    | –      | 1      | 6      |
| Tirunesh Dibaba    | Leichtathletik | 2012 London 10.000 m, Frauen         | 1    | –      | –      | 6      |
| Tirunesh Dibaba    | Leichtathletik | 2016 Rio de Janeiro 10.000 m, Frauen | –    | –      | 1      | 6      |
| Tsige Duguma       | Leichtathletik | 2024 Paris 800 m, Frauen             | –    | 1      | –      | 1      |
| G ↑↑               |                |                                      |      |        |        |        |
| Dejen Gebremeskel  | Leichtathletik | 2012 London 5000 m, Männer           | –    | 1      | –      | 1      |
| Hagos Gebrhiwet    | Leichtathletik | 2016 Rio de Janeiro 5000 m, Männer   | –    | –      | 1      | 1      |
| Haile Gebrselassie | Leichtathletik | 1996 Atlanta 10.000 m, Männer        | 1    | –      | –      | 2      |
| Haile Gebrselassie | Leichtathletik | 2000 Sydney 10.000 m, Männer         | 1    | –      | –      | 2      |
| Tiki Gelana        | Leichtathletik | 2012 London Marathon, Frauen         | 1    | –      | –      | 1      |
| Letesenbet Gidey   | Leichtathletik | 2020 Tokio 10.000 m, Frauen          | –    | –      | 1      | 1      |
| Lamecha Girma      | Leichtathletik | 2020 Tokio 3000 m Hindernis, Männer  | –    | 1      | –      | 1      |
| K ↑↑               |                |                                      |      |        |        |        |
| Tsegaye Kebede     | Leichtathletik | 2008 Peking Marathon, Männer         | –    | –      | 1      | 1      |
| Mohamed Kedir      | Leichtathletik | 1980 Moskau 10.000 m, Männer         | –    | –      | 1      | 1      |
| L ↑↑               |                |                                      |      |        |        |        |
| Feyisa Lilesa      | Leichtathletik | 2016 Rio de Janeiro Marathon, Männer | –    | 1      | –      | 1      |
| M ↑↑               |                |                                      |      |        |        |        |
| Assefa Mezgebu     | Leichtathletik | 2000 Sydney 10.000 m, Männer         | –    | –      | 1      | 1      |
| R ↑↑               |                |                                      |      |        |        |        |
| Fatuma Roba        | Leichtathletik | 1996 Atlanta Marathon, Frauen        | 1    | –      | –      | 1      |
| S ↑↑               |                |                                      |      |        |        |        |
| Sileshi Sihine     | Leichtathletik | 2004 Athen 10.000 m, Männer          | –    | 1      | –      | 2      |
| Sileshi Sihine     | Leichtathletik | 2008 Peking 10.000 m, Männer         | –    | 1      | –      | 2      |
| T ↑↑               |                |                                      |      |        |        |        |
| Tamirat Tola       | Leichtathletik | 2016 Rio de Janeiro 10.000 m, Männer | –    | –      | 1      | 2      |
| Tamirat Tola       | Leichtathletik | 2024 Paris Marathon, Männer          | 1    | –      | –      | 2      |
| Tesfaye Tola       | Leichtathletik | 2000 Sydney Marathon, Männer         | –    | –      | 1      | 1      |
| Gudaf Tsegay       | Leichtathletik | 2020 Tokio 5000 m, Frauen            | –    | –      | 1      | 1      |
| Derartu Tulu       | Leichtathletik | 1992 Barcelona 10.000 m, Frauen      | 1    | –      | –      | 3      |
| Derartu Tulu       | Leichtathletik | 2000 Sydney 10.000 m, Frauen         | 1    | –      | –      | 3      |
| Derartu Tulu       | Leichtathletik | 2004 Athen 10.000 m, Frauen          | –    | –      | 1      | 3      |
| Eshetu Tura        | Leichtathletik | 1980 Moskau 3000 m Hindernis, Männer | –    | –      | 1      | 1      |
| W ↑↑               |                |                                      |      |        |        |        |
| Gete Wami          | Leichtathletik | 1996 Atlanta 10.000 m, Frauen        | –    | –      | 1      | 3      |
| Gete Wami          | Leichtathletik | 2000 Sydney 10.000 m, Frauen         | –    | 1      | –      | 3      |
| Gete Wami          | Leichtathletik | 2000 Sydney 5000 m, Frauen           | –    | –      | 1      | 3      |
| Mamo Wolde         | Leichtathletik | 1968 Mexiko-Stadt 10.000 m, Männer   | –    | 1      | –      | 3      |
| Mamo Wolde         | Leichtathletik | 1968 Mexiko-Stadt Marathon, Männer   | 1    | –      | –      | 3      |
| Mamo Wolde         | Leichtathletik | 1972 München Marathon, Männer        | –    | –      | 1      | 3      |
| Million Wolde      | Leichtathletik | 2000 Sydney 5000 m, Männer           | 1    | –      | –      | 1      |
| Y ↑↑               |                |                                      |      |        |        |        |
| Miruts Yifter      | Leichtathletik | 1972 München 10.000 m, Männer        | –    | –      | 1      | 3      |
| Miruts Yifter      | Leichtathletik | 1980 Moskau 10.000 m, Männer         | 1    | –      | –      | 3      |
| Miruts Yifter      | Leichtathletik | 1980 Moskau 5000 m, Männer           | 1    | –      | –      | 3      |